# Chipko
Chipko es el nombre con el que se conoce a un movimiento ecologista formado, fundamentalmente, por campesinas y pequeñas artesanas empobrecidas de la India, donde la participación de las mujeres es especialmente notable, basado en el sarvodaya gandhiano y  la resistencia no violenta. 
Desde su inicial actividad hacia la defensa del medio natural y rural en el que viven sus integrantes, Chipko se ha decantado hacia la oposición a los organismos genéticamente modificados.

## Historia
Chipko nació en 1972, liderado por dos discípulas directas de Gandhi, Mira y Sarala Bhen, y algunas otros liderazgos locales como Sunderlal Bahuguna, en algunos distritos de la denominada colina de Uttark-Hand en el estado de Uttar Pradesh. El movimiento fue la contestación a la explotación creciente e irracional de los recursos forestales en el área, en la cual, durante los años 60, se llevó a cabo  la tala de bosques y la roturación de nuevas tierras para la agricultura extensiva y el pastoreo, que estaban destruyendo los recursos y mermando las formas tradicionales de explotación y gestión comunal de la tierra.
En sus inicios, Chipko fue un movimiento autónomo, desligado de otras iniciativas como los Amigos de la Tierra (1969), Greenpeace (1971) o la Conferencia de las Naciones Unidas sobre el Medio Ambiente, celebrada en Estocolmo (1972).

## Significado
La palabra Chipko procede de la lengua hindi y su significado es abrazar. El nombre alude a su acción más conocida, llevada a cabo en el valle Doon, desde 1986 a 1988, donde los activistas, mujeres en su mayoría, se abrazaban a los árboles para entorpecer e impedir su tala. Realmente, lo que hacían era atarse a sus troncos. Cada activista adoptaba un árbol y se ataba a él, intentando resistir hasta el agotamiento. 

## Fundamentos
Aunque sus objetivos son medioambientales y sociales, el movimiento es fiel a los ritos hinduistas. Por ejemplo, las mujeres atan rakhis amarillos —hilos sagrados—  alrededor de los árboles para señalar su relación con ellos y proporcionarles protección; asimismo, en esta ceremonia ofrecen lecturas del Bhagavad Gita, un texto sagrado del hinduismo, para afianzar esa protección simbólica.
Las historias religiosas han servido para aumentar la conciencia medioambiental, relacionando a ciertas deidades hindúes, como Krishna, por su conocimiento sobre la bondad, utilidad y santidad de los árboles. Asimismo, las formas de expresión de la resistencia a la tala se han extendido a cánticos espirituales, rezos y otros rituales. Un ejemplo muy notable en este sentido han sido las marchas simbólicas llamadas padyatras (que evocan la imagen de las peregrinaciones a los santuarios religiosos del hinduismo) por las villas y pueblos cercanos a los Himalayas para aumentar con ello el proceso de concienciación para su conservación. Así, asociando los bosques a los textos sagrados hindúes, el movimiento ha mantenido una fuerte unidad social y un importante respaldo moral más allá de sus propios militantes.

## Mejoras producidas
A nivel local, las acciones y los programas rurales de Chipko han producido significativas mejoras ecológicas y económicas en algunos pueblos —desarrollo rural sostenible o reforestación con especies autóctonas—. En una dimensión social, las mujeres han adquirido un grado de participación y de gestión en la toma de decisiones y en la puesta en marcha de los programas hasta entonces impensables. Ello ha mejorado no sólo su posición social sino que han aliviado sus condiciones de trabajo. Asimismo, tanto los fines del movimiento —la defensa de la comunidad— como sus dinámicas internas —formas de resistencia y socialización no violentas—, han generado cambios sociales visibles: Chipko ha permitido reunir a castas diferentes, grupos de edad y grupos étnicos anteriormente separados o excluyentes. [cita requerida]
Aunque Chipko no ha podido frenar en seco la tala de árboles y la degradación medioambiental, tanto una como otra se han reducido. El movimiento ha promovido la conciencia medioambiental y el interés por la conservación de los Himalayas en Uttar Pradesh, y ha inspirado a otros movimientos ecologistas en India y fuera de ella: en Canadá y Estados Unidos algunos grupos ecologistas han seguido las mismas técnicas de Chipko para salvar de la tala a secuoyas centenarias.[cita requerida]

## En la actualidad
El movimiento continúa actualmente con programas de reforestación y eco-desarrollo, facilitando créditos y articulando políticamente las comunidades campesinas. Asimismo, sus estrategias siguen siendo, frente a las compañías privadas y las políticas de explotación maderera, de resistencia, desobediencia civil y acción directa no violenta: retrasar las talas, boicotear las subastas de explotación maderera, huelgas de hambre, etc.[cita requerida]